# Де Нардо, Гракко
Кайо Гракко Джулио де Нардо (итал. Caio Gracco Giulio De Nardo; 24 сентября 1893, Терни, Умбрия — 22 апреля 1984, Пьедимонте-Сан-Джермано, Лацио) — итальянский футболист, защитник; тренер. Участник летних Олимпийских игр 1920 года.

## Биография
Гракко де Нардо родился 24 сентября 1893 года в итальянском городе Терни.
Играл в футбол на позиции защитника. В 1913—1915 годах выступал за вторую команду «Дженоа», в 1915—1916 годах входил в заявку главной команды, но не провёл ни одного матча в чемпионате Италии.
В 1919—1921 годах играл за «Спес» из Генуи. В 1923—1924 годах защищал цвета «Сампьердаренезе», провёл 13 матчей, забил 2 мяча.
В 1920 году вошёл в состав сборной Италии по футболу на летних Олимпийских играх в Антверпене, занявшей 4-е место. Играл на позиции защитника, участвовал в матче против сборной Испании (0:2).
6 ноября 1921 года поучаствовал в товарищеском матче сборной Италии в Женеве против Швейцарии (1:1).
После окончания игровой карьеры работал тренером. В 1928—1930 годах возглавлял выступавшую во втором дивизионе «Энтеллу».
Умер 22 апреля 1984 года в итальянской коммуне Пьедимонте-Сан-Джермано.